# Max Keiser
 (novembre 2012).
Si vous disposez d'ouvrages ou d'articles de référence ou si vous connaissez des sites web de qualité traitant du thème abordé ici, merci de compléter l'article en donnant les références utiles à sa vérifiabilité et en les liant à la section « Notes et références ».
Timothy Maxwell Keiser, dit Max Keiser (né le 23 janvier 1960 à Nouvelle-Rochelle dans le comté de Westchester aux États-Unis) est un journaliste, producteur de films documentaires et trader américain.

## Biographie
Max Keiser est connu pour avoir fait volontairement chuter l'action de Coca-Cola dans le but de dénoncer cette entreprise pratiquant, selon lui, l'exploitation de ses employés en Colombie, polluant des terres de fermiers en Inde, mettant en danger la santé de consommateurs et bafouant des règles d'éthique élémentaire. Il utilise pour ce faire un fonds spéculatif, Karmabanque,.
Il est aussi connu dans le monde des crypto monnaies. Il a notamment lancé le MaxCoin (MAX) en février 2014.